# Аляр, Жан Дельфен
Жан Дельфен Аляр (фр. Jean-Delphin Alard; 8 мая 1815, Байонна — 22 февраля 1888, Париж) — французский скрипач и музыкальный педагог, автор учебника скрипичной игры.

## Биография
Учился в Парижской консерватории у Франсуа Антуана Абенека и Франсуа Жозефа Фети. Был первой скрипкой в оркестре Парижской оперы, а в 1840 г. получил звание первого скрипача короля. Много играл также в ансамбле с Огюстом Франкоммом; музыкальные вечера, организаторами которых выступали Франкомм и Аляр, собирали цвет парижской публики. Партию фортепиано в сложившемся у Франкомма с Аляром трио исполняли либо Шарль Алле, либо Франсис Планте, а иногда и Фридерик Шопен.
В 1843—1875 гг. вёл скрипичный класс в консерватории, среди его учеников был Пабло Сарасате,  Эдуард Кауделла и Артюр Пужен.
Аляр написал учебник скрипичной игры (фр. École du violon; 1844) и составил сборник скрипичных сочинений XVIII века «Классические мастера скрипки» (фр. Les Maitres classiques du violon). Будучи зятем знаменитого французского скрипичного мастера Жана Батиста Вильома, Аляр выступал как первый эксперт в экспериментах Вильома по воссозданию инструментов великих итальянских мастеров.